# 공민현
공민현(孔敏懸, 1990년 1월 19일 ~ )은 대한민국의 축구 선수이다. 포지션은 센터포워드, 오른쪽 윙어, 공격형 미드필더이다. 현재 K리그2 부천 FC 소속이다.

## 구단 경력
2013 K리그 드래프트에서 부천 FC에 지명되었다. 3월 23일 고양 Hi FC와의 리그 경기에서 프로 데뷔골을 기록하였다. 그 후 시즌 종료 때까지 K리그 챌린지에서 총 7골을 넣는 활약을 통해 당 시즌 팀내 최다 득점자에 오르게 된다.
2014 시즌이 되어서도 주전 공격수 자리를 낙점받게 되었고, 5월 18일 충주 험멜전에서 자신의 프로 통산 첫 도움을 올리는 등 한 해 동안 4골 2도움의 성적을 낸다.
2015 시즌에서도 공민현은 부천의 주전 공격수 자리를 맡게 되었다. 5월 31일 충주 험멜과의 경기에서 시즌 마수걸이 골을 기록했다. 시즌 총 6골 1도움을 올리면서 지난해보다 더 발전된 모습을 보였다. 시즌을 마친 후 군 복무를 위해서 안산 무궁화 FC입대가 확정됐다.
2016년, 군 복무를 위해 안산 무궁화에 입단하였다. 4월 16일 충주 험멜전에서 입대 후 첫 골이자, 시즌 마수걸이 골을 터뜨렸다. 또한 이 경기에서 공민현은 프로 통산 100번째 출장을 달성했다. 24일 경남 FC의 경기에서 득점을 기록하면서 2경기 연속 골에 성공했다.  안산 무궁화 축구단이 한 시즌 K리그 챌린지 무대를 제패하면서 개인 통산 첫번째 우승컵을 들어올리게 되었다.
2017년 11월 제대 후 부천으로 돌아왔고, 시즌 마지막 경기인 서울 이랜드 FC전에서 제대 후 첫 마수걸이 골을 터뜨렸다.
2018 시즌 대전 시티즌과의 개막전에서 득점을 성공시켜 팀의 2-1승리를 이끌었다. 그리고 그 다음라운드인 FC 안양과의 원정경기에서 2골 1도움을 기록하며 3-0승리의 주역이 되었고, 경기 최우수 선수에 선정되었다. 또한 이경기에서의 활약으로 K리그2 2라운드 라운드 MVP에 선정되었다. 이어진 광주 FC와의 경기에서 후반 17분 득점에 성공하며 3경기 연속 골을 기록했다. 하지만 팀이 5연승으로 치고 나간 이후 부상으로 경기에 제대로 출전하지 못했다. 하지만 이후 부상에서 복귀를 했고 7월 17일 부산 아이파크와의 경기에 출전하면서 부천 FC소속으로 114경기에 출장을 하게 되어 기존 정현민이 가지고 있던 113경기를 넘어서 부천 FC의 최다 출장 선수에 이름을 올리게 되었다. 2018시즌 이후 FA명단에 포함되었다.
2019년 1월 8일 성남 FC로의 이적이 발표되었다. 4월 20일 울산 현대와의 경기에서 마수걸이 득점을 기록했다. 7월 21일 수원 삼성 블루윙즈와의 경기에서 득점에 성공하며 팀의 2-1 승리를 이끌었다.
2020 시즌을 앞두고 K리그2로 강등된 제주 유나이티드에 입단했다.
2021 시즌 중 대전 하나 시티즌으로 이적하였다.

## 수상

### 클럽

#### 안산 무궁화 축구단
- K리그 챌린지 : 우승 (2016)

#### 제주 유나이티드
- K리그2 우승: 2020

### 개인
- K리그2 베스트 11: 2020